# Иоанн Бранкович
Ио́анн Бра́нкович (серб. Јован Бранковић; умер в 1502) — сербский деспот в Среме, сын Стефана Бранковича и св. Ангелины.
Иоанн принял сербский престол в Среме и стал соправителем своего брата Джордже в 1493 году. В 1494 году братья вместе воевали против герцога Ловры, а в декабре того же года захватили Митровицу. В начале 1496 года Джордже отрёкся от трона в пользу брата и постригся в монахи. Иоанн стал единоличным правителем Срема. Своей главной задачей Иоанн видел изгнание турок из Сербии. Он провёл несколько успешных операций на территории Боснии, в окрестностях Зворника и искал союза с Венецианской республикой для осуществления своей мечты, однако скоропостижная кончина 10 декабря 1502 года помешала её осуществлению.
От брака с Еленой Якшич (сестрой либо тёткой Анны Глинской) у Йована Бранковича сыновей не было, а было несколько дочерей, которые были замужем за молдавским господарем Петром Рарешем, а также за литовскими князьями Вишневецким, Чарторыйским, Сангушкой и Збаражским.
По всей видимости, Милица Деспина — его дочь.